# 鶴巻温泉

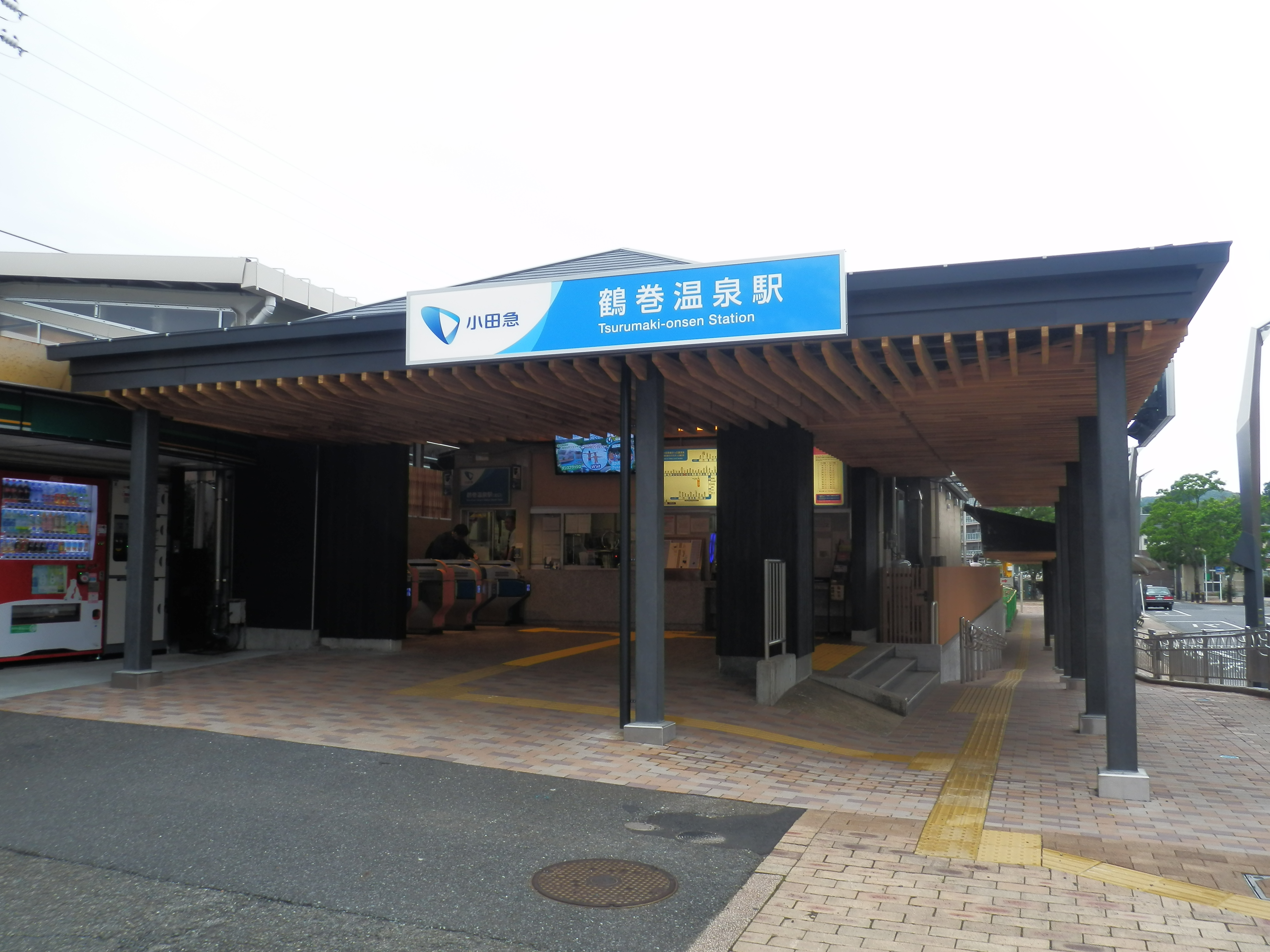
鶴巻温泉駅

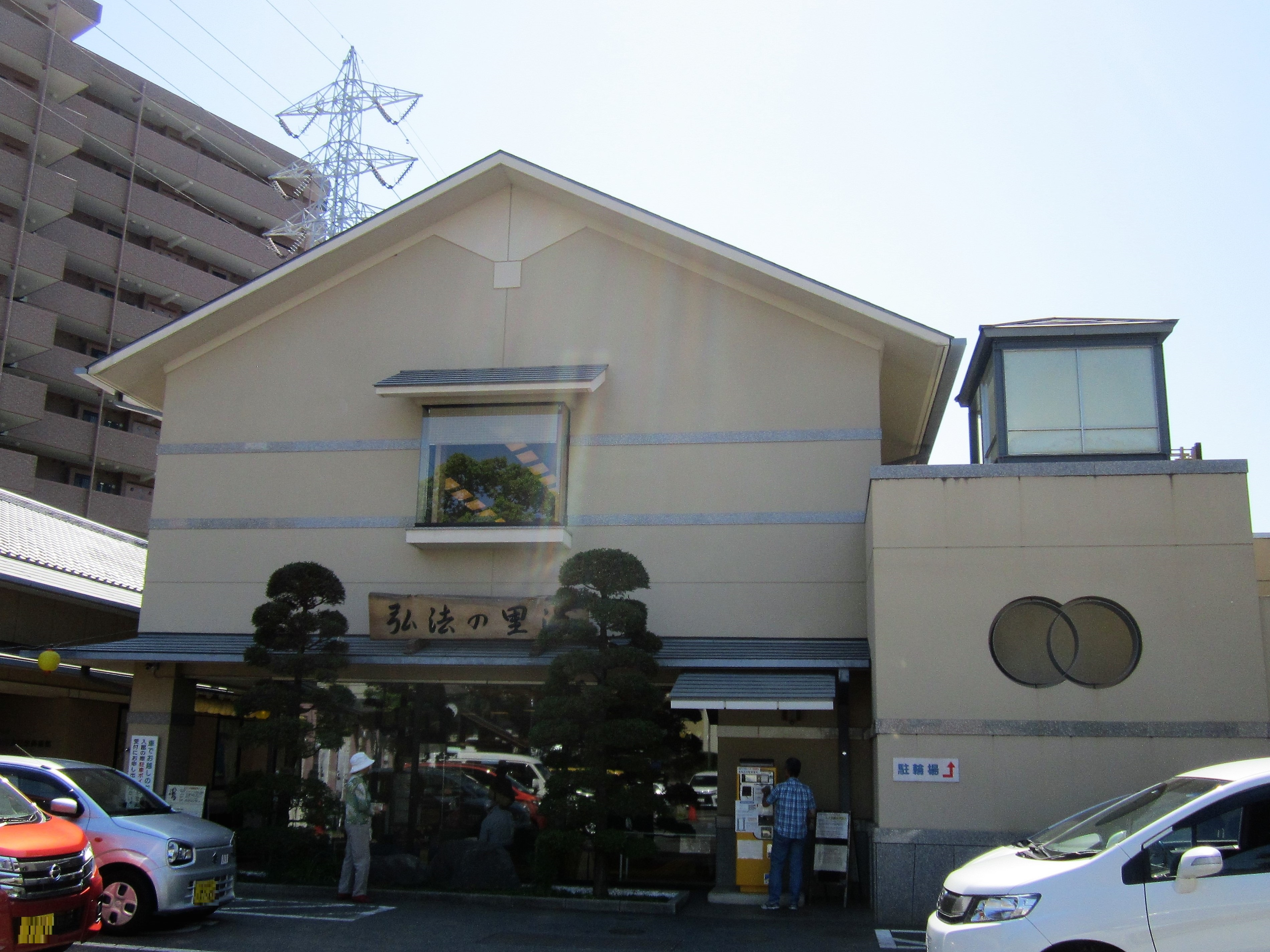
弘法の里湯

鶴巻温泉（つるまきおんせん）は神奈川県秦野市にある小規模な温泉郷である。年間観光客は17.3万人（2019年）。最寄り駅は小田急電鉄小田原線の鶴巻温泉駅である。

## 泉質
- 弱アルカリ性塩化物泉。
  - 源泉温度26.3 - 37.3℃。

湧き出る温泉の中にはカルシウムイオンが牛乳並に多く含まれており（1960mg/kg）、世界一の含有量である。

## 効能
神経痛、筋肉痛、痔、外傷、血行障害など

## 温泉街
近年は東京都市圏の膨張によるベッドタウン化とともに温泉街内にも住宅地や高層マンションが建設され、住宅地の中にある温泉街となっている。
- 宿泊施設（旅館）：陣屋、大和旅館、梵天荘

- 日帰り温泉：陣屋、弘法の里湯（秦野市営）、大和旅館

### 周辺の名所
- 丹沢
- 秦野市立宮永岳彦記念美術館
- 弘法山

## 歴史
鶴巻地区における温泉の歴史は、明治〜大正時代に住民が飲用水を求めて掘った井戸から、飲用にも灌漑にも適さない塩分濃度の高い地下水が発見されたところから始まる。この源泉を利用して1918年（大正7年）に寮と温泉旅館を兼ねた平塚園（現在の陣屋）が開業。利用者は主に大山参りの観光客であったが、鉄道の開業前は平塚から馬車や自動車で来るほかなく、交通には不便な地であった。小田原急行鉄道（現・小田急小田原線）の開通にあたっては当初大根村には大根駅（現・東海大学前駅）のみを設置する計画であったところ、温泉を利用したリゾート地開発の可能性を見出した小田原急行鉄道の意向で鶴巻駅（現・鶴巻温泉駅）が設置され、1927年（昭和2年）に開業した。その後まもなく光鶴園が開業し、陣屋と合わせて長い間鶴巻温泉の二大旅館として親しまれた。
戦後は東京の奥座敷として発展した。しかし、東海道新幹線の開業や東名高速道路の開通などといった鉄道網や道路網の整備により、箱根や熱海、伊豆などに客を奪われて徐々に衰退傾向となり、近年は駅前住宅地の中の小さな温泉街となっている。
2001年（平成13年）、光鶴園の跡地に弘法の里湯がオープン。

## アクセス
- 鉄道：小田急電鉄小田原線　鶴巻温泉駅北口すぐ
- 車：
  - 新東名高速道路　伊勢原大山IC　10分
  - 東名高速道路　秦野中井IC　15分
  - 小田原厚木道路　平塚IC　11分

## その他
鶴巻温泉の旅館陣屋は囲碁や将棋のタイトル戦に利用されている。
1952年（昭和27年）2月18日・19日に対局予定だった第1期王将戦第6局での騒動は「陣屋事件」と呼ばれている。